# Anthracobia muelleri
Anthracobia muelleri är en svampart som först beskrevs av Miles Joseph Berkeley, och fick sitt nu gällande namn av Rifai 1968. Anthracobia muelleri ingår i släktet Anthracobia och familjen Pyronemataceae.   Inga underarter finns listade i Catalogue of Life.